# Parodiodendron marginivillosum
Espèce
Synonymes
- Phyllanthus marginivillosus Speg.[1]

Statut de conservation UICN

 VU B1+2c : Vulnérable
Parodiodendron marginivillosum est une espèce de plantes à fleurs de la famille des Picrodendraceae.

## Publication originale
- Kurtziana 5: 333. 1969.